# König-Albert-Gymnasium
Das König-Albert-Gymnasium – auch Albertinum genannt – war ein staatliches humanistisches Gymnasium in der Leipziger Nordvorstadt.

## Geschichte

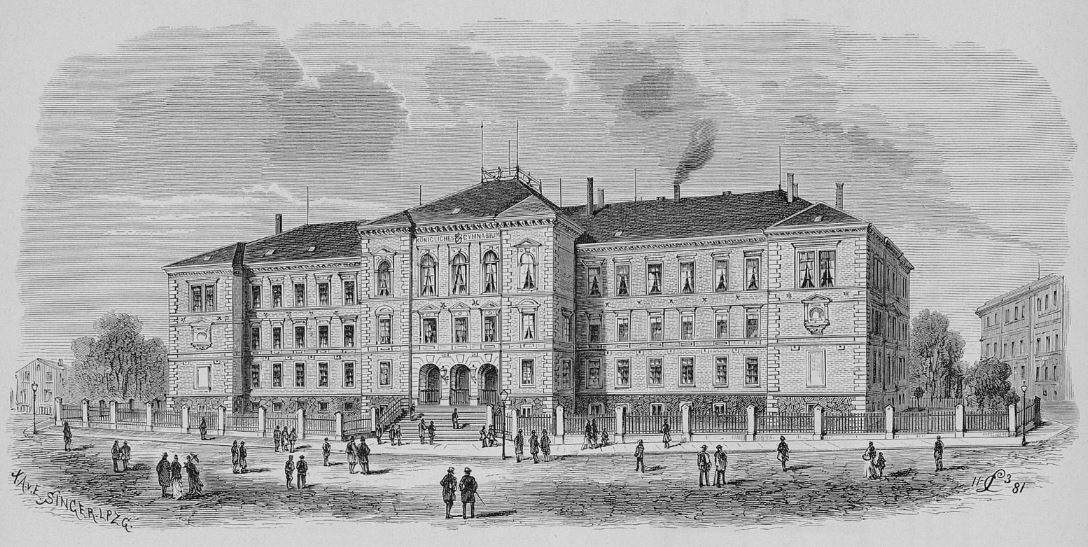
König-Albert-Gymnasium Leipzig, im Jahr seiner Eröffnung 1880

Aufgrund einer Initiative des Rates der Stadt aus dem Jahr 1872 errichtete das Königreich Sachsen ein staatliches Gymnasium, es wurde – nach den beiden städtischen Einrichtungen Thomasschule Leipzig und Nikolaischule Leipzig – das dritte der Stadt. Das Gebäude war 70,4 Meter breit und 14,6 bzw. 18,2 Meter tief. Für seinen Bau wurden auf Antrag der Regierung und laut Beschluss des Sächsischen Landtags 463.000 Mark bewilligt, es wurde zu Ostern 1880 fertiggestellt.
Die Eröffnung fand 1880 statt.
Die Bildungsstätte trug zunächst den Namen Königliches Gymnasium.

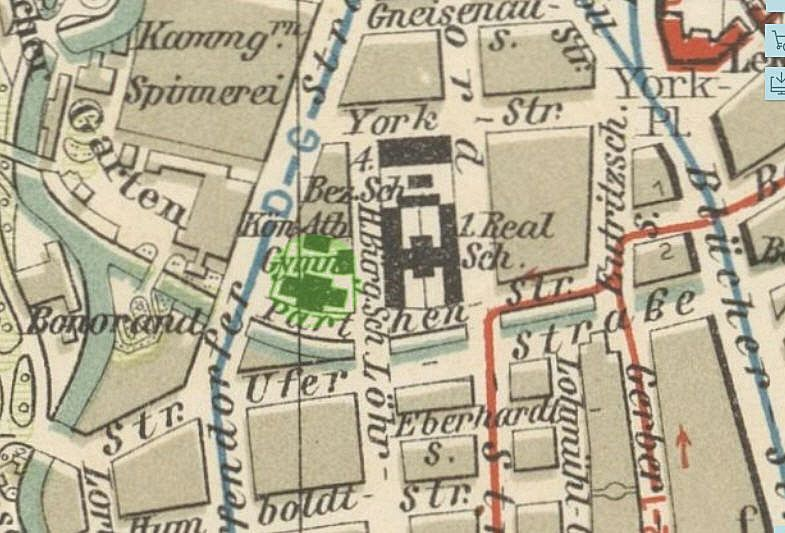
Lage des Gymnasiums (1914)

Das Gebäude befand sich in der Parthenstraße 1, Ecke Pfaffendorfer Straße, also direkt gegenüber dem Eingang zum Zoologischen Garten. Es war ein dreistöckiger Bau mit einem deutlich hervortretenden Mittelteil, der gegenüber den Nachbarteilen erhöht war und im zweiten Stock die Aula enthielt. Die Hauptfront umfasste 21 Fensterachsen mit zwei Seitenrisaliten. Es waren Fachräume für Biologie, Chemie, Physik und Musik sowie zwei Turnhallen vorhanden.
Im Hinblick auf das entstehende Königin-Carola-Gymnasium erhielt die Schule im Jahr 1900 den Namen des regierenden Monarchen Albert von Sachsen und hieß fortan König-Albert-Gymnasium. Viele Lehrer der Schule waren nebenher oder auch später an der Universität Leipzig als Berater, Dozenten und Professoren tätig. Der gute Ruf der Schule bewirkte, dass die Schülerzahl rasch auf etwa 600 anstieg.

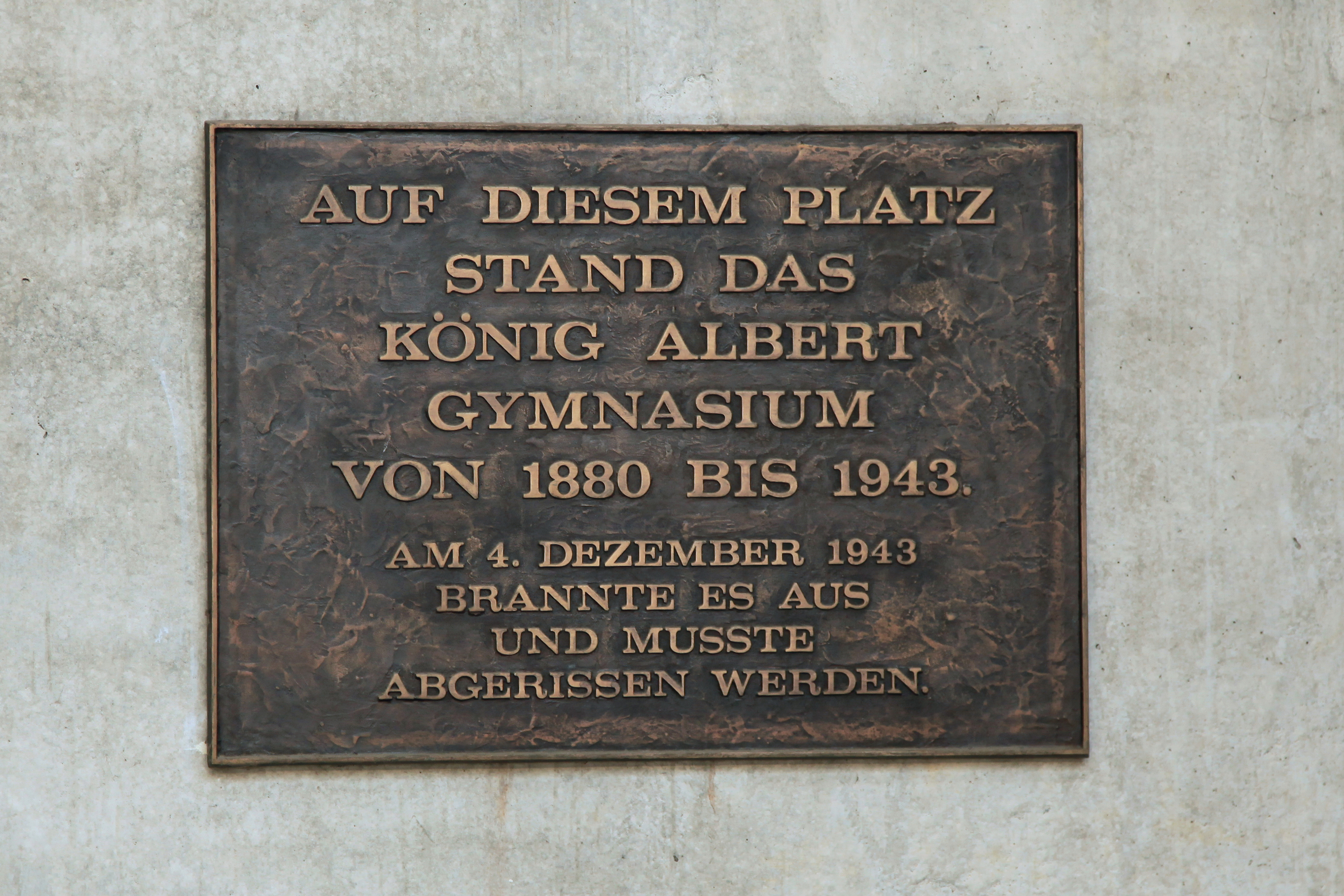
Erinnerungstafel am Parkhaus Zoo (2015)

Beim Bombenangriff vom 4. Dezember 1943 erlitt das Gebäude einen Totalschaden. Nach Beseitigung der Trümmer wurde das Gelände als Parkplatz besonders für den Leipziger Zoo genutzt, bis dieser 2004 hier sein Parkhaus errichten ließ. Nach der Bombardierung wurde der Unterricht behelfsmäßig in Ausweichquartieren fortgeführt, bis 1947 das Gymnasium aufgelöst und die verbleibenden Klassen in die „Karl-Marx-Schule“ überführt wurden.

## Rektoren
1. Richard Richter (1839–1901), 1880–1901
2. Bernhard Gerth (1844–1911), 1901–1911
3. Moritz Theodor Opitz (1851–1915), 1911–1915
4. Ernst Schwabe (1858–1927), 1915–1923
5. Hans Lamer (1873–1939), 1923–1931
6. Franz Kemmerling (1890–?), ab 1931

## Bekannte Lehrer
- Paul Arras
- Alfred Baldamus
- Ernst Bux
- Curt Theodor Fischer
- Alfred Franke
- Rudolf Gasch
- Curt August Gehlert
- Karl Heussi
- Johannes Ilberg
- Otto Immisch
- Edmund Lammert
- August Julius Nestler
- Walther Ruge

## Bekannte Schüler
- Kurt Agricola
- Max Ariowitsch
- Max Beckmann
- Otto Ludwig Bettmann
- Flodoard von Biedermann
- Max Bleichert
- Paul Bleichert
- Karl Bock
- Georg Bohlmann
- Theodor Bohlmann
- Alfred Bornmüller

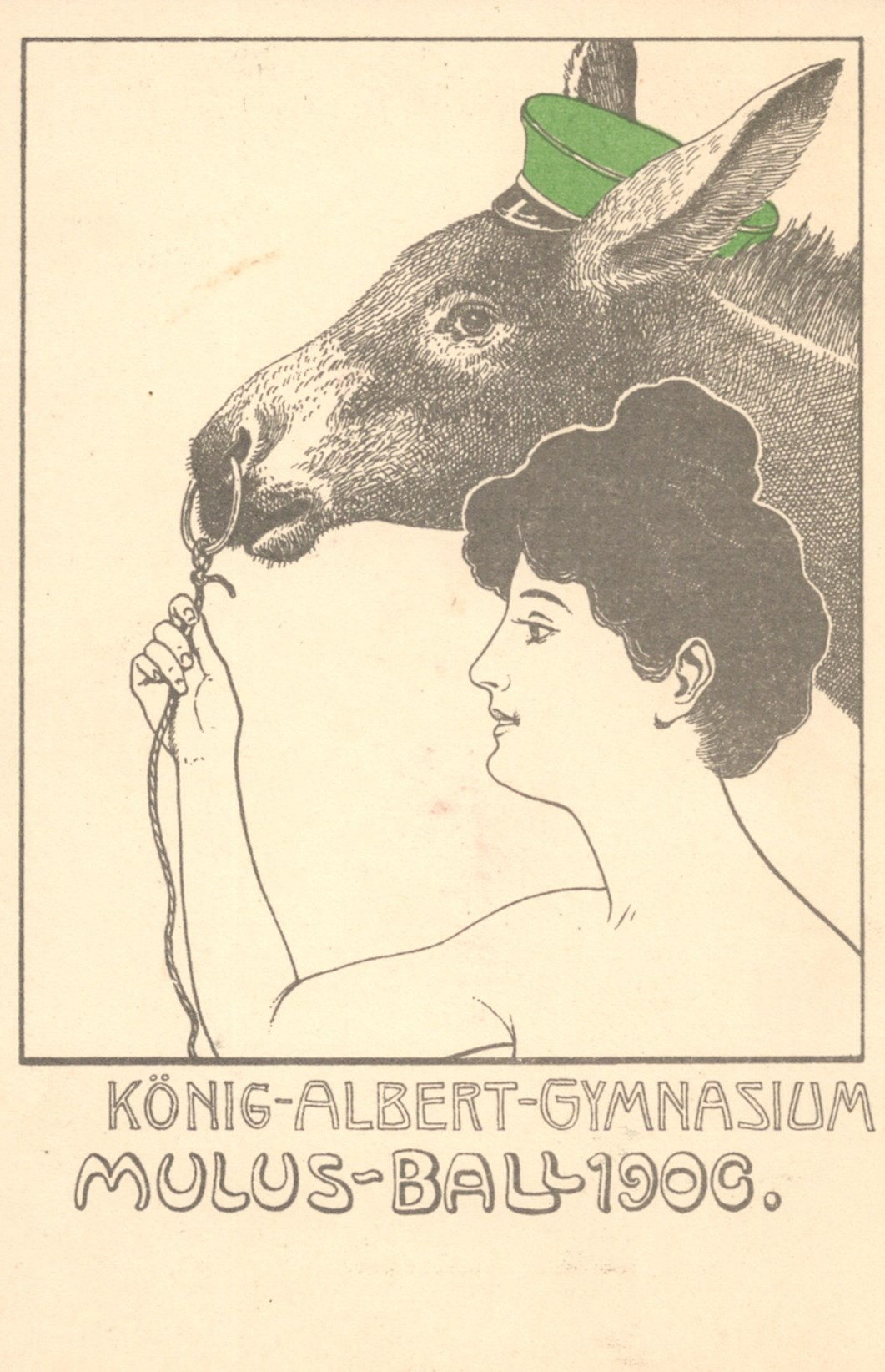
Postkarte zum Mulus-Ball 1906 (Darstellung des Maultiers mit der grünen Schülermütze der Albertiner)

- Joseph Friedrich Nicolaus Bornmüller
- Paul Brandenburg
- Felix von Bressensdorf
- Walter Brugmann[4]
- Johann Buchheit
- Martin Buchwald
- Gustav Peter Bucky
- Walter Bud
- William Büller
- Maximilian Burlage
- Werner Catel
- Richard Cohn
- Fritz Curschmann
- Hans Curschmann
- Ludwig Delp
- Carl Drucker
- Hans Finkelstein[5]
- Erich Förste
- Willy Foy[6]
- Karl August Fritzsche
- Otto Hermann Fritzsche
- Rudolf Georgi
- Walter Georgi
- Oswald Gottfried
- Max Gottschald
- Friedrich Hauck
- Friedrich Haufe
- Walter Heichen
- Karl Ernst Henrici
- Friedrich Hering
- Heinz Herz
- Erich Hesse
- Johannes Hohlfeld
- Wil Howard
- Siegbert Hummel
- Carl Heinrich Ihmels
- Alexander Jadassohn
- Johannes Jahn
- Sándor Kästner[7]
- Bernard Katz
- Gerhard Kittel
- Theodor Kittel
- Fritz Klasing[8]
- Hilmar Klasing[9]
- Alfred Klotz
- Hansjürgen Knoche
- Fritz Körner
- Rudolf Körner
- Hans Kroch
- Günter Krone
- Albert Kunze
- Georg Langerhans
- Ernst Langlotz
- Siegfried Graf Lehndorff
- Gerhard Löwe
- Wilhelm Mauke
- Wilhelm Meisel
- Eduard Mörike
- Georg Müller
- Amadeus Nestler
- Ernst Nowack[10]
- Friedrich Oertel
- Curt Paulus[11]
- Charilaos Perpessas
- Carl Ernst Poeschel
- Hans-Heinrich Georg Queckenstedt
- Leo Rauth
- Otto Rauth
- Ernst Reclam[12]
- Hans Emil Reclam[13]
- Hellmuth Reinhard damals unter dem Familiennamen Patzschke (1911–2002)
- Paul Reymann
- Siegfried Rietschel[14]
- Joachim Ringelnatz
- Georg Walter Rössner
- Hugo Schlemüller
- Werner von Schmieden
- Thilo von Seebach
- Waldemar Staegemann
- Max Stendebach
- Carl Emil Stöckhardt
- Hans Stohwasser
- Hugo Stoltzenberg
- Georgios Streit
- Wilhelm Stumpf
- Heinrich Sulze
- Rudolf Swiderski
- Walter Tiemann
- Heinrich Titze
- Ulrich Unger
- Wilhelm Johannes Vierling
- Hans Volkelt
- Felix Wach
- Hugo Wach[15]
- Conrad Weygand
- Johannes Weyrauch
- Walter Willhöfft
- Gerhard Wörner
- Gerhard Wülker
- Johannes Wunderlich
- Wolfgang Zenker
- Georg Zöphel

## Das neue König-Albert-Gymnasium
Noch während der Wendezeit bildete sich Anfang 1990 aus den Gemeinden von Leipzig und Umgebung ein Kreis christlicher Lehrer, der sich das Ziel stellte, eine christliche Schule zu gründen. Er erhielt auch die Genehmigung vom Kultusministerium Sachsens, eine ökumenische Schule in staatlicher Trägerschaft zu gründen. Im Juli 1991 wurde der Schule das Schulgebäude Czermaks Garten 8 in Leipzig – eine Plattenbauschule – zugewiesen, und am 26. August 1991 nahm das „König-Albert-Gymnasium im Aufbau“ mit 285 Schülern und 20 Lehrern als christliche/humanistische Schule den Schulbetrieb auf. Die Schule wuchs auf über 500 Schüler mit 33 Lehrern an. Als ab 1996 die Schließung von Leipziger Gymnasien anstand, kam auch die König-Albert-Schule ins Visier und wurde schließlich unter Protest der Schüler-, Lehrer- und Elternschaft 1998 geschlossen. Der Plattenbau wird derzeit als Abendgymnasium genutzt.

## Der Bund der Albertiner
1991 wurde der Bund der Albertiner e. V. in Leipzig gegründet, zunächst mit dem Ziel, ein jährliches Schultreffen der ehemaligen Schüler des König-Albert-Gymnasiums nunmehr auch in Leipzig stattfinden zu lassen, nachdem es vor der Wende zweijährlich in Bad Hersfeld stattgefunden hatte. Nach der Zulassung des neuen König-Albert-Gymnasiums stand auch der Wiederaufbau des zerstörten Schulgebäudes auf der Agenda, musste aber nach dessen Schließung wieder aufgegeben werden. 2002 wurde eine Stiftung König-Albert-Gymnasium Leipzig errichtet, deren Verwaltung nun auch Aufgabe des Vereins ist. Aus dieser Stiftung werden jährlich Auszeichnungen für herausragende Leistungen im Sinne humanistischer gymnasialer Schulbildung in den Wissensgebieten Alte Sprachen (insbesondere Latein), Geschichte und Philosophie/Religion/Ethik vergeben. Teilnahmeberechtigt sind alle Schüler der Klassenstufen 10 bis 12 aus den Gymnasien des Zuständigkeitsbereiches der Sächsischen Bildungsagentur, Regionalstelle Leipzig.